# Jerzy Wardak
Jerzy Wardak (ur. 14 marca 1938 w Świdwinie, zm. 6 marca 2022) – polski artysta fotograf, uhonorowany tytułem Artiste FIAP (AFIAP). Członek Okręgu Kujawsko-Pomorskiego Związku Polskich Artystów Fotografików. Członek honorowy Fotoklubu Rzeczypospolitej Polskiej Regionu Kujawsko-Pomorskiego.

## Życiorys
Jerzy Wardak w 1953 roku został absolwentem kierunku fotografii (wykładowca – profesor Edmund Zdanowski) w Liceum Sztuk Plastycznych w Gdyni Orłowie. W 1961 roku ukończył Studium Nauczycielskie – Wydział Rysunku i Prac Ręcznych w Gdańsku. W tym samym roku podjął studia na Uniwersytecie Mikołaja Kopernika w Toruniu – Wydział Sztuk Pięknych. W czasie studiów został członkiem współzałożycielem grupy fotograficznej „Zero-61”. 
Ukończył studia w 1965 roku i w roku następnym został przyjęty w poczet członków Okręgu Kujawsko-Pomorskiego Związku Polskich Artystów Fotografików. Był członkiem ZPAF do 2012 roku. W tym czasie (i w czasie późniejszym) jako autor i współautor uczestniczył w wielu wystawach fotograficznych; indywidualnych i zbiorowych, krajowych i międzynarodowych, (m.in.) w Międzynarodowych Salonach Fotograficznych objętych patronatem FIAP, zdobywając wiele medali, nagród, wyróżnień, dyplomów i listów gratulacyjnych. W latach 1980–1987 aktywnie uczestniczył w plenerach fotograficznych i wystawach poplenerowych. W fotografii uprawiał fotomontaż tradycyjny realizowany bezpośrednio w ciemni fotograficznej, jak również fotomontaż polegający na łączeniu gotowych (papierowych) fotografii. Szczególne miejsce w twórczości artysty zajmuje fotografia aktu. 
W 1970 roku, w dowód uznania za pracę twórczą Jerzy Wardak został uhonorowany tytułem Artiste FIAP (AFIAP), nadanym przez Międzynarodową Federację Sztuki Fotograficznej FIAP.

## Odznaczenia
- Odznaka „Zasłużony Działacz Kultury” (1979)[24]
- Medal 40-lecia ZPAF (1988)

Źródło